# Bruder-Klaus-Kirche (Graz)
Die Bruder-Klaus-Kirche, auch Pfarrkirche Graz-Ragnitz, ist eine römisch-katholische Kirche im Grazer Stadtteil Innere Ragnitz, Bezirk Ries (X). Die Kirche ist dem heiligen Niklaus von Flüe, genannt Bruder Klaus, geweiht. Sie steht gemeinsam mit ihren Nebengebäuden (dem Pfarrzentrum) unter Denkmalschutz (Listeneintrag).

## Geschichte und Gestaltung
Durch die Errichtung der Siedlung am Berliner Ring in den 1960er Jahren und dem damit verbundenen Bevölkerungszuwachs im östlich von Graz gelegenen Ragnitztal wurde der Bau eines Pfarrzentrums samt Kirche beschlossen. Die Pläne stammen vom Architektenpaar Karla Kowalski und Michael Szyszkowitz (Szyszkowitz + Kowalski). Die Weihe der Bruder-Klaus-Kirche erfolgte im Jahr 1987. An der Stelle des Sakralbaus befand sich vorher eine Notkirche, die den Bedürfnissen der ständig anwachsenden Gemeinde nicht mehr gerecht wurde. 
Neben der Kirche befinden sich Pastoral-, Gruppen- und Verwaltungsräume sowie ein Kindergarten. Der Kirche selbst ist ein Platz vorgelagert, der von einem Laubengang umgeben ist, um den sich die einzelnen Gebäude gruppieren. Der frei stehende Glockenturm in der Form eines Schiffbuges wird von Betonpfeilern gehalten. Der Innenraum mit seiner Holzdecke dagegen besitzt die Form eines Schiffkiels. Im steinernen Unterbau des Altars werden mögliche Reliquien des Kirchenpatrons verehrt. Eine Platte aus Birnenholz in der Form einer Opferschale ist dem Altarunterbau aufgesetzt. Nebenan steht ein schlankes steinernes Lesepult und über dem Altar erinnert ein hängendes Kruzifix mit schwarzen Malen an die Leiden Christi. Das Kreuz und der Tabernakel wurden vom Bildhauer Thomas Hoke entworfen. Eine Dauerleihgabe aus Salzburg ist die spätbarocke Madonna. Der Kirchenpatron wird in Form einer Holzstatue und gemeinsam mit seiner Frau Dorothea in der Kirche dargestellt. Die Taufkapelle ist als eigenständiger Raum konzipiert. Ebenfalls an den Hauptraum der Kirche angebaut ist die Werktagskapelle, die Erinnerungsstücke aus der ehemaligen Notkirche enthält. Im Oktober 2000 wurde die neue Orgel mit insgesamt 22 Registern geweiht.

## Ansichten

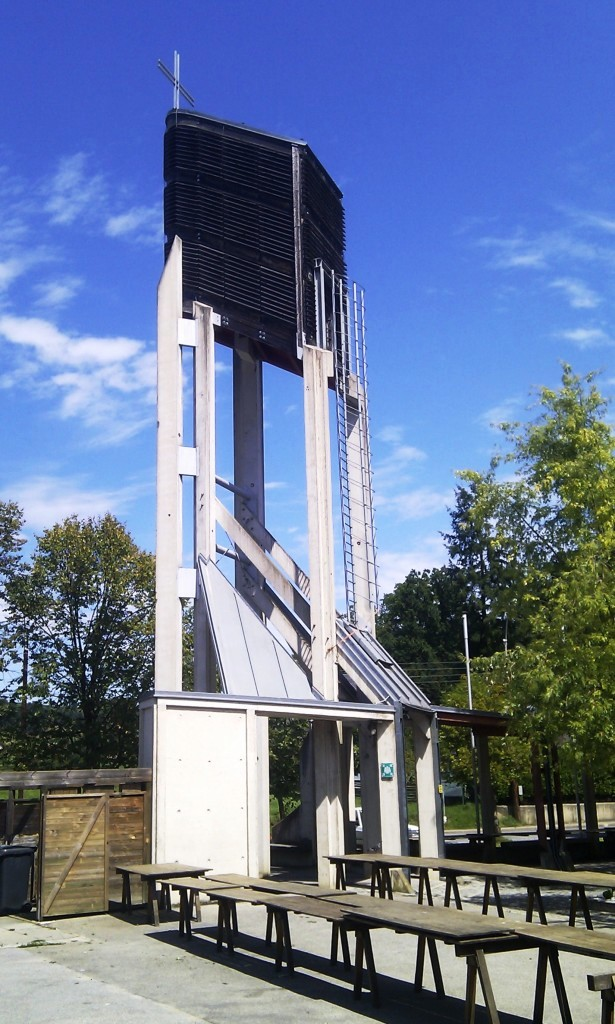
Kirchturm
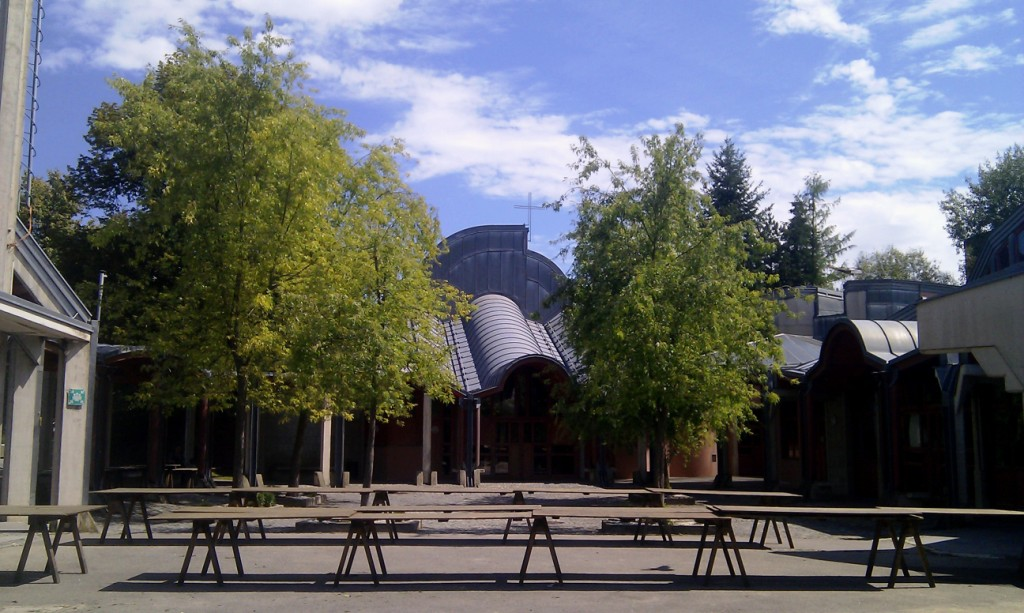
Innenhof
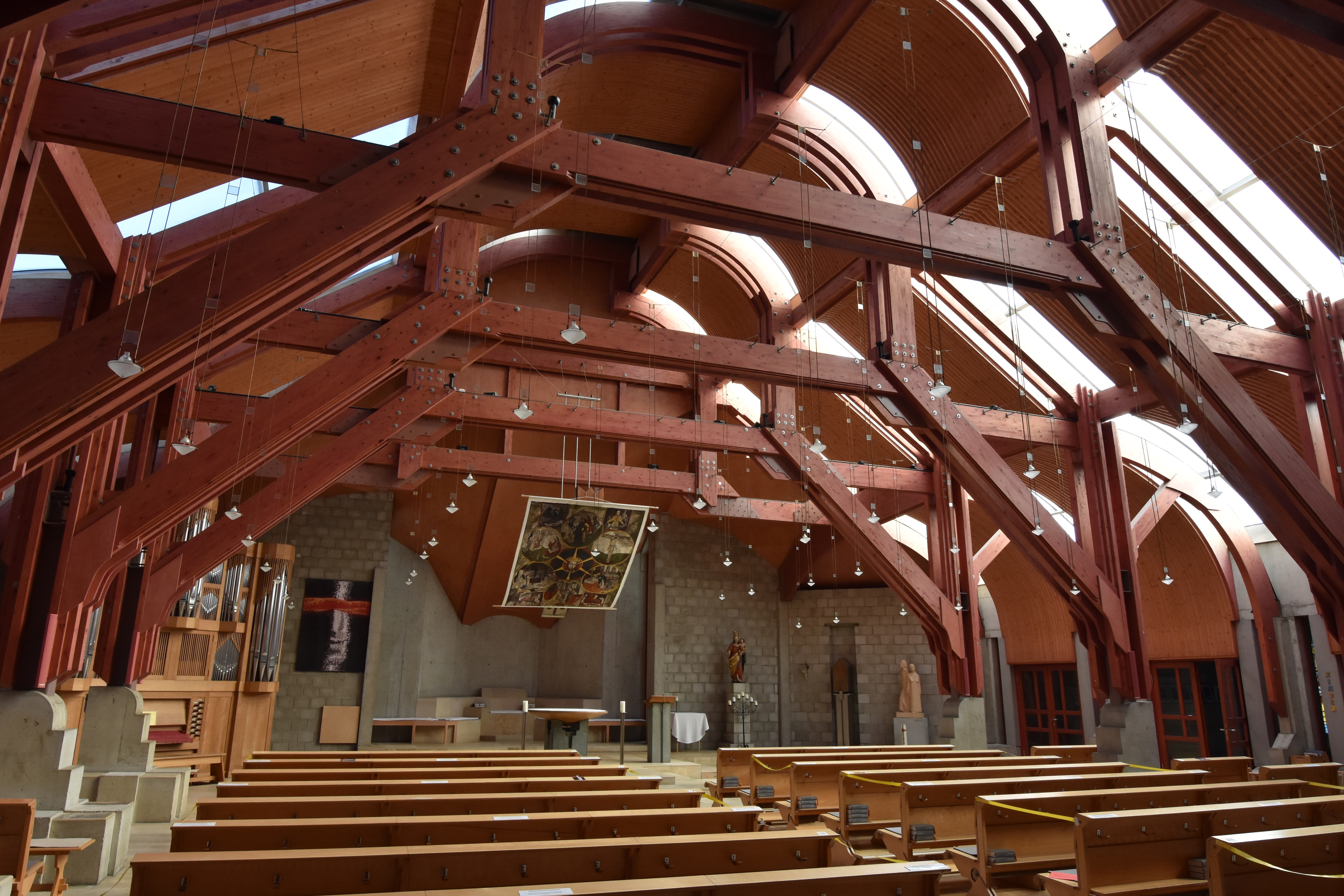
Innenraum
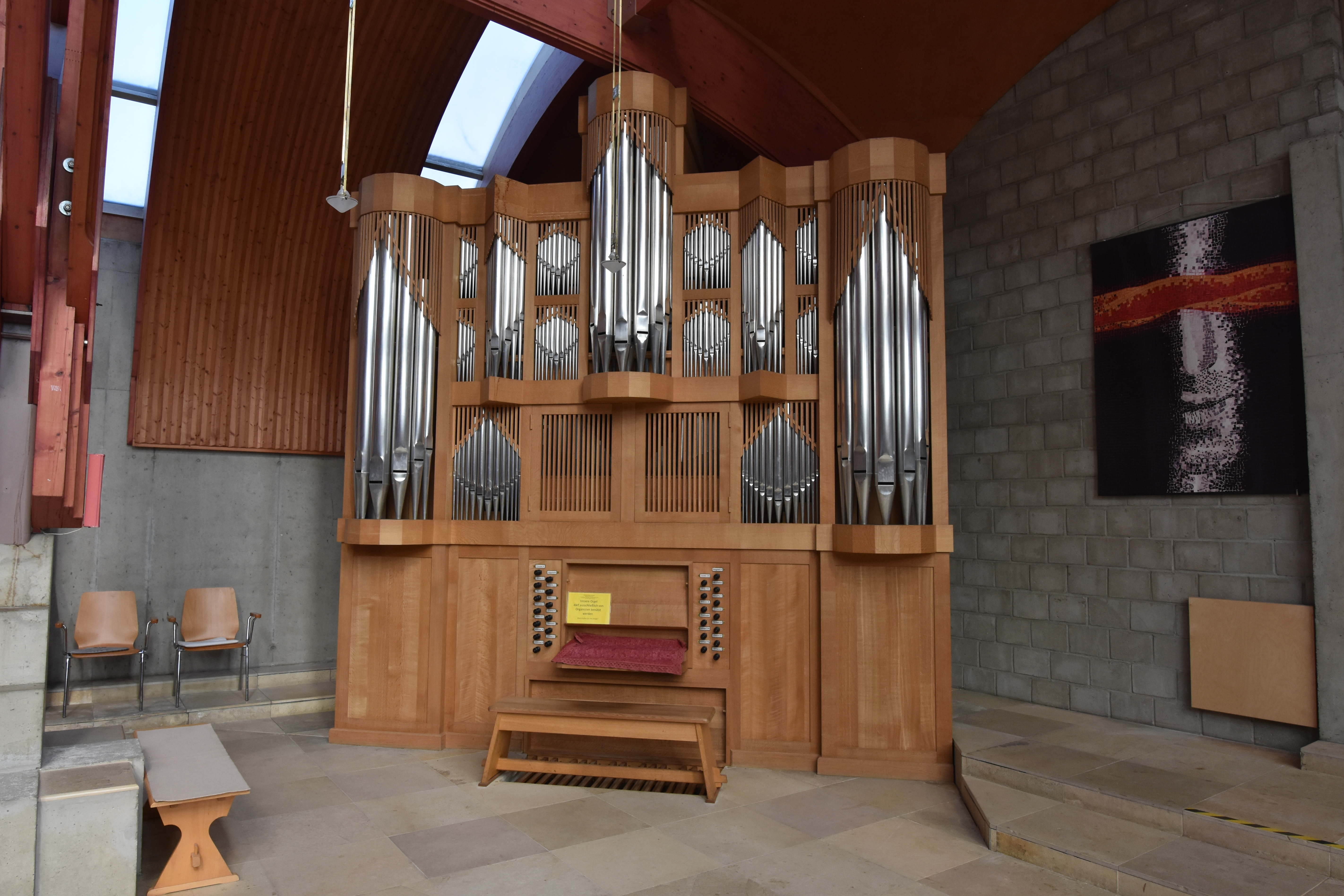
Die Orgel